# 問い合わせ言語
問い合わせ言語（といあわせげんご、英: query language）とは、コンピュータのデータに対して問い合わせをするためのコンピュータ言語である。
データの構造（データモデル）によってさまざまである。たとえば、関係データベースに対する問い合わせ言語は、関係代数の集合演算、比較、ソートといった機能を持つものが多い。
なお、コンピュータのデータベースを扱うためのコンピュータ言語をデータベース言語という。
問い合わせ言語とデータベース言語は、概念的に重なる部分もあるが、同義ではない。

## 問い合わせ言語の例
- SQL
- 例示による問い合わせ (QBE, Query by Example)
- QUEL
- Tutorial D
- XQuery
- SPARQL - RDF形式のデータに対しての問合せ言語
- LINQ - C♯やVB.NETなどの言語内拡張